# Lizard Island
Lizard Island (von englisch lizard ‚Eidechse, Echse‘, in Argentinien gleichbedeutend Isla Lagartija) ist eine 3 km lange und 0,8 km breite Insel vor der Graham-Küste des Grahamlands auf der Antarktischen Halbinsel. Sie liegt im nördlichen Teil der Bigo Bay.
Teilnehmer der British Graham Land Expedition (1934–1937) unter der Leitung des australischen Polarforschers John Rymill entdeckten sie. Rymill benannte sie deskriptiv nach ihrer Form, die ihn an eine Eidechse erinnerte.